# Sexpok
Sexpok peti je studijski album slovenskog punk rock sastava Pankrti. Objavljen je 1987. u izdanju diskografske kuće ZKP RTLJ.

## Popis pjesama
| Br. | Skladba                                          | Trajanje |
| --- | ------------------------------------------------ | -------- |
| 1.  | »Trije bogovi«                                   |          |
| 2.  | »Žena z drugega sveta«                           |          |
| 3.  | »Bratje in sestre«                               |          |
| 4.  | »Adijo Ljubljana«                                |          |
| 5.  | »Pese za zmeri«                                  |          |
| 6.  | »Zadnja ljubezenska pesem«                       |          |
| 7.  | »Cela noč časa«                                  |          |
| 8.  | »If you rock my cock (I'll wattussy your pussy)« |          |
| 9.  | »Potuješ da greš«                                |          |

## Izvođači
- Boris Kramberger - bas
- Slavc Colnarič - bubnjevi
- Bogo Pretnar - ritam gitara
- Marc Kavaš - gitara
- Peter Lovšin - vokal
- Jasna Bilušić - pomoćni vokal